# Corps Vrije Mulatten en Neegers
Het Corps Vrije Mulatten en Neegers werd in 1770 opgericht in Paramaribo, Suriname door gouverneur Jan Nepveu. Het was de eerste poging om vrije mulatten en negers in te zetten ter bestrijding van de groepen weggelopen slaven die de plantages in Suriname overvielen.
Alle vrijgeboren of gemanumitteerde (door hun eigenaar vrijgelaten) kleurlingen en negers tussen de 14 en de 60 jaar konden worden opgeroepen voor dienst in dit korps. Het korps viel onder directe verantwoordelijkheid van de gouverneur en het Hof van Politie.
Het leden van het korps werden betaald uit de wegloperskas. Ze werden alleen betaald als ze dienst deden. Hun soldij bedroeg 2 schellingen per dag, plus provisie en kost.
De bevolkingsgroep waaruit gerekruteerd kon worden was klein. In 1738 waren er 598 personen (vrouwen en mannen) en in 1787 naar schatting 650. De bedoeling was dat het korps 150 man zou omvatten, maar met moeite konden twee detachementen van 50 man worden geformeerd.
Het korps heeft eigenlijk nooit als actieve strijdmacht gefunctioneerd maar werd vooral ingezet voor bewakingstaken. Het optreden verbeterde pas toen het korps onder leiding kwam van Friderici.

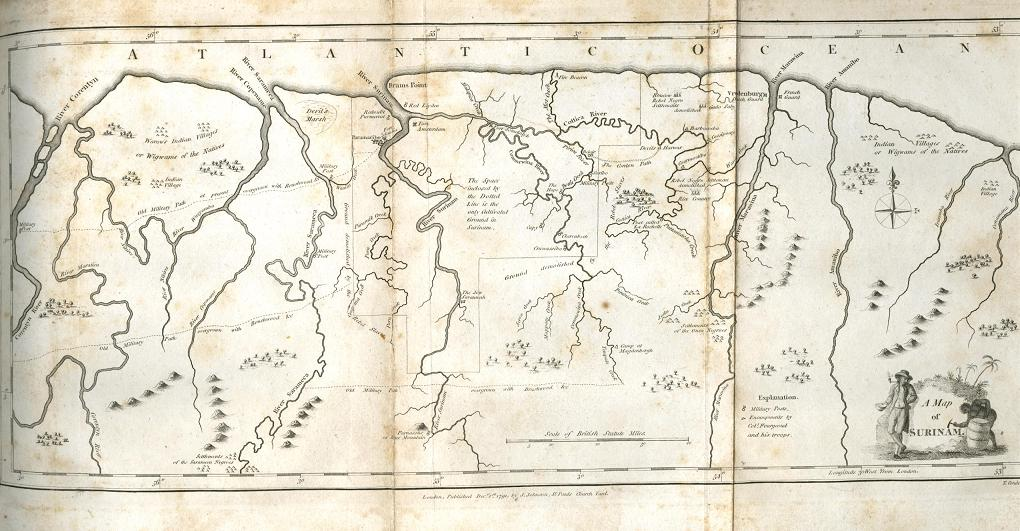
Kaart van het noorden van Suriname (Stedman 1796)

Er zijn twee acties bekend waarin het korps heeft bijgedragen aan de strijd tegen de Marrons. Op 27 mei 1772 moesten de potentiële leden van het korps zich melden op Fort Zeelandia. Daar werd een detachement geformeerd van 50 man die naar het Cottica gebied werd gezonden om de militaire posten langs het kordonpad te versterken. 
In september 1772 werd er een detachement samengesteld van 40 man. Dat werd ingezet om een militaire post te bewaken aan de Coermotibokreek, ter vervanging van de daar gelegerde militairen die ingezet zouden worden voor de aanval op Fort Boekoe.
In 1772 werd het Neeger Vrijcorps, bijgenaamd de Zwarte Jagers of Redi Musu, opgericht. Dit korps was aanzienlijk effectiever en heeft een belangrijke rol gespeeld in de bestrijding van de Marrons. Het korps Vrije Mulatten en Neegers werd in 1803 ingelijfd bij het Neeger Vrijcorps en hield toen op te bestaan als zelfstandig korps.